# Cantó d'Autrey-lès-Gray
El cantó d'Autrey-lès-Gray és un cantó francès del departament de l'Alt Saona, situat al districte de Vesoul. Té 17 municipis i el cap és Autrey-lès-Gray.

## Municipis
- Attricourt
- Autrey-lès-Gray
- Auvet-et-la-Chapelotte
- Bouhans-et-Feurg
- Broye-les-Loups-et-Verfontaine
- Chargey-lès-Gray
- Écuelle
- Essertenne-et-Cecey
- Fahy-lès-Autrey
- Lœuilley
- Mantoche
- Montureux-et-Prantigny
- Nantilly
- Oyrières
- Poyans
- Rigny-sur-Saône
- Vars

## Història
| Data d'elecció                           | Identitat        | Partit             | Qualitat |
| ---------------------------------------- | ---------------- | ------------------ | -------- |
| 1945-1961                                | Gustave Sébille  | Radical            |          |
| 1961-1979                                | Marcel Vernillet | RI, després UDF-PR |          |
| 1979-2011                                | Henri Blanchot   | PS                 |          |
| 2011-                                    | Alain Blinette   | UMP                |          |
| les dades anteriors no són pas conegudes |                  |                    |          |
|                                          |                  |                    |          |

## Demografia
| A partir de 1990: Població sense dobles comptes |